# Мусалимов, Николай Николаевич
Никола́й Николаевич Мусалимов (20 июля 1953, дер. Каменный ключ, Селтинский район, Удмуртская АССР) — российский государственный и политический деятель, депутат Государственной Думы Федерального Собрания РФ (2007—2011 и с 2014), член фракции «Единая Россия». Заместитель Председателя Правительства Удмуртской республики (2011—2014).

## Биография
С 1971 по 1974 служил в советской армии. В 1974 стал работать методистом по физкультуре колхоза «Россия» Селтинского района, а со следующего года — председателем районного комитета по физкультуре и спорту.
В 1982 году окончил УдГУ по специальности «История и обществоведение» и стал работать инструктором, заместителем заведующего орготделом управления делами Совета Министров Удмуртской АССР.
В 1993 году стал помощником руководителя, затем руководителем секретариата Александра Волкова — на тот момент председателя правительства Удмуртии, а с 1995 года — председателя Государственного Совета. В 1999 году назначен министром национальной политики республики. С 2001 года руководил секретариатом Президента Удмуртии.
В 2007 году избран депутатом государственной думы по спискам «Единой России». Входил в думский комитет по делам федерации и региональной политики.
В конце 2008 года на безальтернативной основе избран председателем удмуртской общественной организации «Удмурт Кенеш» сроком на 4 года.

### 2011—2012
В конце сентября 2011 года по итогам летних праймериз был утверждён список кандидатов от республики на выборах в Государственную Думу. Первым номером шёл президент республики Волков, вторым утверждён Мусалимов. Третьим — экс-директор Федерального агентства специального строительства, генерал армии Николай Аброськин. Четвёртым значился председатель Совета директоров ЗАО «Краснодарский НПЗ — Краснодарэконефть» Бекхан Агаев, пятым — председатель Совета директоров ООО «АСПЭК» Михаил Питкевич, сын премьера Удмуртии.
В избирательных бюллетенях значились фамилии «Волков, Мусалимов, Аброськин». В ходе избирательной кампании президент ассоциации «Удмурт Кенеш» ездил по районам республики и агитировал голосовать за «партию власти» ради поддержки его, удмурта.
На выборах партия власти набрала по республике 45,9 % голосов и получила два депутатских кресла из пяти. 14 декабря Волков передал свой мандат Николаю Аброськину. Одновременно прошёл слух, что от мандата отказался и Мусалимов. На следующий день информацию подтвердил избирком: кресло Мусалимова в думе оказалось передано чеченскому бизнесмену Бекхану Агаеву.
Это действие получило широкий общественный резонанс. На митинге «За честные выборы» 18 декабря собравшиеся обвиняли руководство республики в махинациях голосами и требовали его отставки.
Сам Мусалимов в первые дни после отказа не стал комментировать свой поступок. По мнению журналиста и политика Сергея Щукина, это действие народного избранника было вызвано непосредственным давлением президента республики. На этот раз Волков решил пренебречь устройством верного подчинённого в пользу лучших отношений с нефтяным бизнесом. Возмущение высказал и Виктор Шудегов, прошедший в Думу от «Справедливой России» и ставший единственным удмуртом в Федеральном Собрании. По его мнению, таким действием «Удмурт Кенеш» отступился от своей главной задачи — продвижения, поддержки и защиты интересов удмуртского народа, а население республики оказалось обмануто. По мнению политолога и члена «Удмурт Кенеш» Леонида Гонина, такое действие показывает «беззубость» национальных общественный формирований.
Активисты удмуртского национального строительства выражали несогласие с организацией Мусалимовым руководства удмуртским движением. Звучали призывы к его деполитизации (ранее в его исполком пришло немало чиновников и она «по-тихому» вступила в «Народный фронт»). Претензии планировалось высказать на очередном съезде 18 января 2012. Однако вход туда оказался перекрыт сотрудниками полиции, которые пускали делегатов только по заранее составленным спискам.
Ещё 21 декабря 2011 года президент Удмуртии Волков назначил Мусалимова вице-премьером республики по вопросам спорта и молодёжной политики. 28 февраля 2012 года Госсовет 58 голосами «за» утвердил его в этой должности.
В декабре 2012 года, после истечения срока, Николай Мусалимов оставил пост руководителя «Удмурт Кенеш».

### 2014
В 2014 году в Удмуртии сменилось высшее должностное лицо — главой республики стал Александр Соловьёв. 13 октября 2014 года было утверждено новое правительство Удмуртии, в которое Мусалимов не вошёл. Однако через неделю Соловьёв подписал указ о назначении Николая Мусалимова своим советником по вопросам национальной политики.
1 ноября 2014 года Николай Аброськин отказался от мандата депутата Госдумы в связи с переходом на другую работу. Возможным претендентом на освободившееся депутатское кресло называли Михаила Питкевича. Однако позднее глава республики предложил передать мандат Мусалимову. В итоге, решением ЦИК РФ 3 декабря Мусалимов вновь получил депутатскую корочку.
23 декабря 2014 года Конституционный Суд РФ признал не конституционной повторную передачу мандата депутата тем, кто уже ранее от него отказался.